# ¡La patria socialista está en peligro!

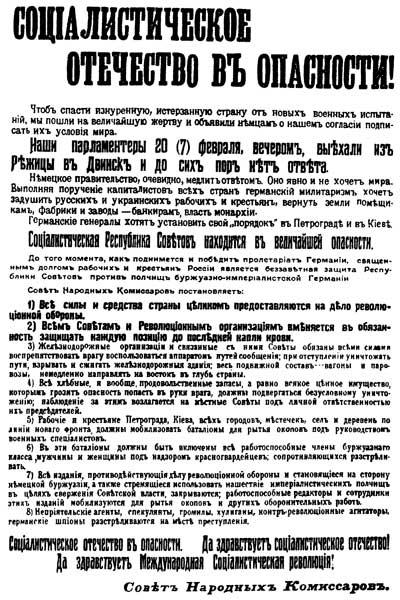
El folleto con el decreto del Sovnarkom del 21 de febrero de 1918.

¡La patria socialista está en peligro! (en ruso: Социалистическое отечество в опасности!, romanización Sotsialistícheskoe otéchestvo v opásnosti!) es uno de los más notorios decretos del Sovnarkom, escrito como un decreto-apelación. El decreto fue publicado en febrero de 1918 debido a los avances alemanes en las líneas del frente que comenzaron el 18 de febrero de 1918, como resultado del estancamiento en las conversaciones de paz de Brest-Litovsk (ver Tratado de Brest-Litovsk).
En la época soviética se afirmaba que el decreto fue escrito por el presidente del Sovnarkom, Lenin, adoptado el 21 de febrero y publicado el 22 de febrero de 1918. Pero los eruditos modernos dan la autoría del decreto a León Trotski. Trotski también afirmó que fue él quien redactó el proyecto de decreto.

## Descripción
En su decreto, Lenin pidió a los "soviéticos y organizaciones revolucionarias" que "protejan cada posición hasta su última gota de sangre" y destruyan las reservas de alimentos que pudiesen terminar en "manos enemigas". Se instruyó a los trabajadores del ferrocarril a desviar hacia el este del país el material rodante durante el retiro para destruir las vías y los edificios ferroviarios. Además, se declaró una movilización de trabajadores y campesinos para cavar trincheras.
El artículo 7 del decreto ordenó cerrar "... las publicaciones que se oponen a la causa de la defensa revolucionaria y que se unen a la burguesía alemana, y que buscan explotar la invasión de las hordas imperialistas para derrocar al régimen soviético... el personal de estas publicaciones se movilizan para cavar trincheras y otras obras defensivas ".
Basado en el decreto, el comandante en jefe de los bolcheviques Nikolái Krylenko firmó la orden sobre "movilización revolucionaria" el 21 de febrero de 1918.
Richard Pipes, en su obra The Bolsheviks in the struggle for power, llama la atención sobre los últimos puntos del decreto. El artículo 6 incluía la movilización para cavar trincheras, "bajo la supervisión de los guardias rojos", "todos los trabajadores de la clase burguesa, hombres y mujeres", temerosos de ser fusilados. Según el investigador, "de aquí deriva la práctica del trabajo forzoso, que desde entonces se ha aplicado a millones de ciudadanos del país".